# Plumtree (Simbabwe)
Plumtree ist eine kleine Stadt in Simbabwe, in der Provinz Matabeleland South an der Grenze zu Botswana. Mit ihrem Umland, zusammen auch Mangwe Urban genannt, stellt sie einen der Urbanen Distrikte Simbabwes mit 14.460 Einwohnern (2022) und einer Fläche von 174 km². Hier lag der Verwaltungssitz des ehemaligen Distrikts Bulilimamangwe.

## Geografie
Die Stadt liegt zwischen den Distrikten Bulilima im Norden und Mangwe Rural im Süden auf einer Höhe von etwa 1390 m. Mit ihnen zusammen bildete es bis zu dessen Aufteilung 2002, den Bulilimamangwe Distrikt. Der Urbane Distrikt ist in 6 Wards aufgeteilt.
Die Sommer sind heiß und feucht, die Winter kühl und trocken. Es fallen etwa 500 mm Niederschlag im Jahr.

## Infrastruktur
Die Stadt ist administratives Zentrum ihrer Region und Sitz eines Gerichtes. Sie liegt günstig am Schnittpunkt von mehrerer Fernstraßen, darunter der A7, und einer Eisenbahnstrecke zwischen Bulawayo und Botswana (siehe Eisenbahnunfall von Ramaquabane). Außerdem hat sie eine 1000 m lange nicht asphaltierte Flugpiste.
Die Stadt verfügt über 19 km geteerte Straßen. Es gibt 3 Grund- und 2 weiterführende Schulen. Die medizinische Versorgung wird über ein Krankenhaus und eine Ambulanz sowie eine weitere private Einrichtung gestellt.

## Bevölkerungsentwicklung
Die Bevölkerungsentwicklung seit 1992.
| Jahr          | Einwohner |
| ------------- | --------- |
| 1992 (Zensus) | 6228      |
| 2002 (Zensus) | 9923      |
| 2012 (Zensus) | 11.626    |
| 2022 (Zensus) | 14.460    |

## Persönlichkeiten
- Thomas Nkobi (1922–1994), Politiker
- Joseph Ngwenya, (* 1981), Fußballspieler
- Christopher Mpofu (* 1985), Cricketspieler